# Da Carrara
Die Familie da Carrara (deren Mitglieder als Carraresi bezeichnet werden) war ein adliges Geschlecht aus Padua. Sie stammte aus der Zeit nach den Langobarden und gewann in der Phase der Kommune an Bedeutung. Schließlich übernahm sie zwischen 1318 und 1405 die Stadtherrschaft von Padua.

Wappen der Carrara

Während ihrer Herrschaft eroberte Padua die Städte Verona, Vicenza, Treviso, Feltre, Belluno, Bassano, Udine und Aquileia und kontrollierte somit bis 1405 einen Großteil Venetiens sowie einen Teil des Friauls. Nur die letzte Niederlage gegen Venedig verhinderte die Gründung eines großen Regionalstaates mit Padua als Hauptstadt.

## Geschichte

### Ursprung

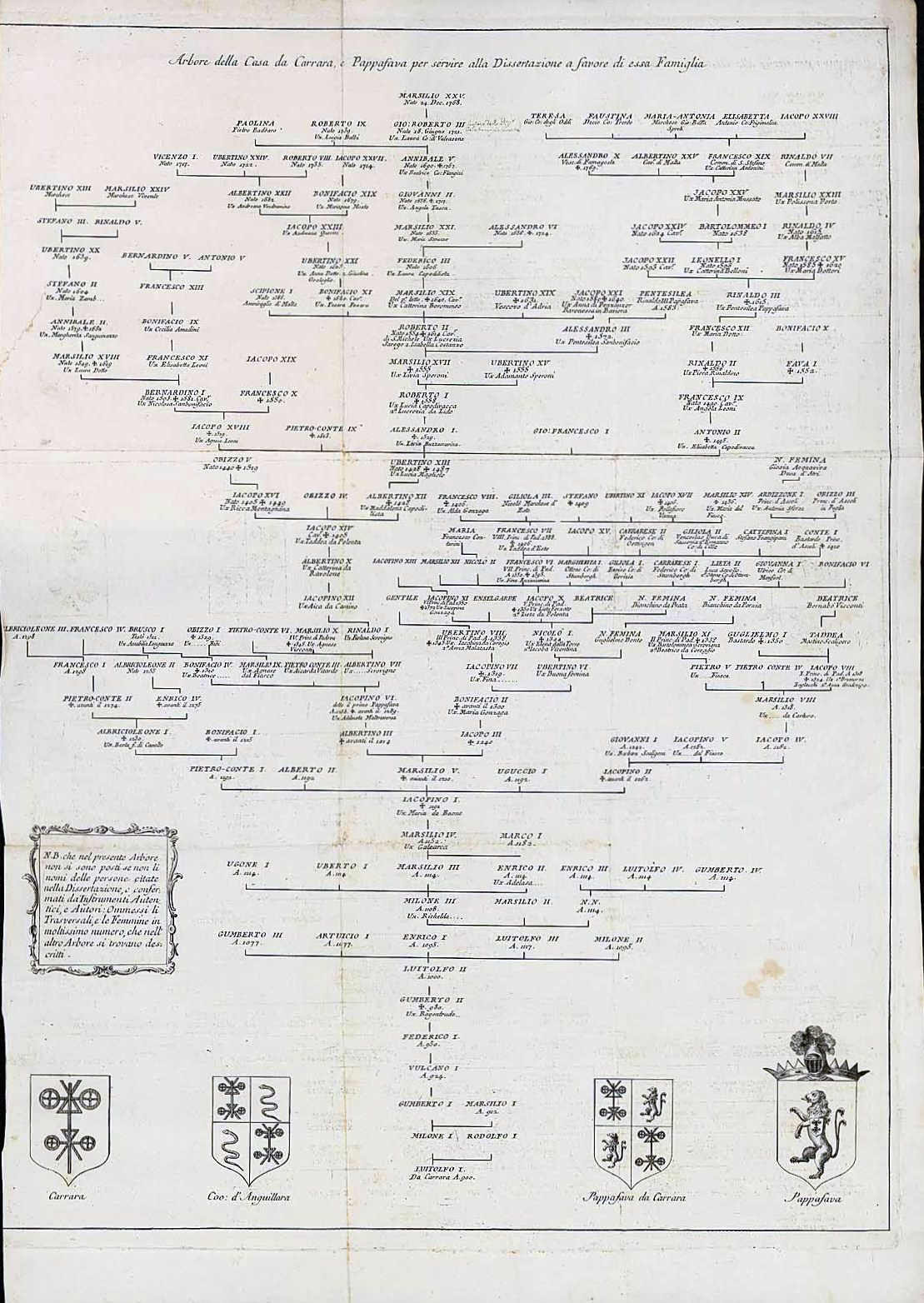
Stammbaum der Familien Carraresi und Papafava (2. Hälfte 18. Jh.)

Trotz jahrhundertelanger Forschung gibt es keine Dokumente aus dem 9. bis 13. Jahrhundert, die den Ursprung der Familie mit Sicherheit belegen können.

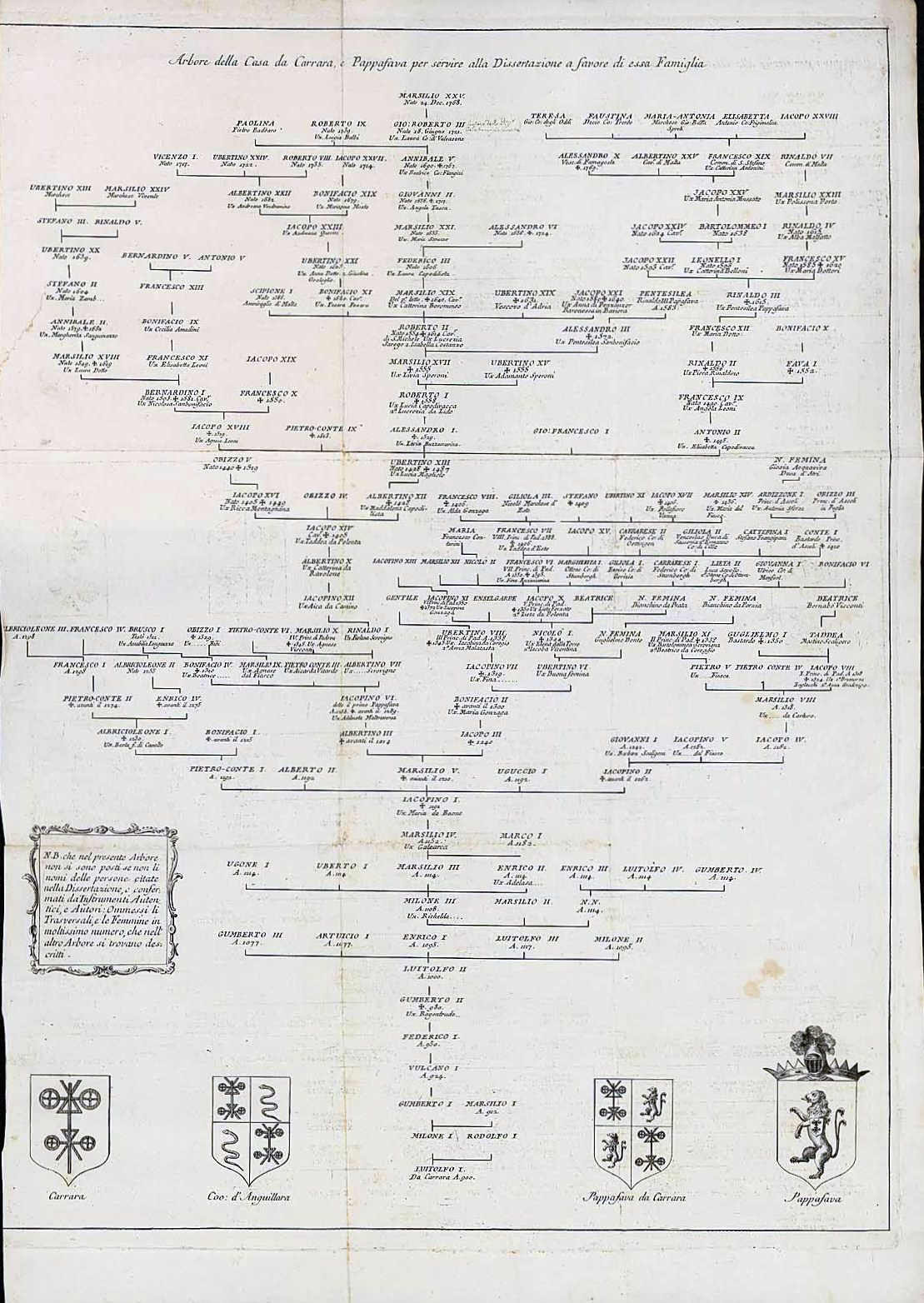
Albero genealogico delle famiglie Carraresi e Papafava (seconda metà sec. XVIII).

Im Laufe des 18. Jahrhunderts wurde eine allgemein akzeptierte Hypothese aufgestellt: Die Familie da Carrara soll von einer Gruppe germanischer Arimannen abstammen, die Ende des 10. Jahrhunderts mit dem Gefolge eines Kaisers nach Italien kam. In Padua angekommen, erhielten sie einige Besitztümer als Allod, die in der Gegend von Conselve, insbesondere in Anguillara Veneta, verteilt waren. Dort hatten sie den Titel der Grafen von Anguillara und Saccisica inne.
Das erste bekannte Mitglied der Familie, Litolfo di Gumberto, der 1027 als Wohltäter der Abtei von Santo Stefano erwähnt wird, scheint noch keine Hoheitsrechte über seine Ländereien gehabt zu haben. Im Laufe des 12. Jahrhunderts ermöglichten jedoch eine Reihe günstiger Umstände den Carraresi, ein echtes Lehen zu gründen und ihr Machtzentrum in der Burg von Carrara San Giorgio zu etablieren. Die Familie genoss die Hochachtung der Kaiser Heinrich IV. (regierte von 1056 bis 1105), Friedrich Barbarossa (regierte von 1152 bis 1190) und vor allem Heinrich V. (regierte von 1105 bis 1125). Letzterer nahm die Carraresi unter seinen Schutz und gewährte ihnen besondere Privilegien. Von grundlegender Bedeutung waren die Ehen von Giacomino di Marsilio, der in der zweiten Hälfte des 12. Jahrhunderts lebte. Er heiratete zunächst Speronella Dalesmanini und dann Maria da Baone, Vertreterinnen zweier bedeutender Familien des ländlichen Adels von Padua.
Einige Jahrzehnte später erlebten die Carraresi eine schwierige Phase und verloren nach und nach ihre ländlichen Besitztümer an die aufstrebende Stadtgemeinde. Zudem waren sie von den Kämpfen zwischen den Gemeinden und dem Kaiser sowie vom Ezzelinischen Intermezzo betroffen. Im Jahr 1250 hatte Jacopo da Carrara vergeblich versucht, der Miliz von Ezzelino III., mit dem er erbitterte Rivalen waren, in seiner Burg Agna Widerstand zu leisten. Die Burg wurde erobert, Jacopo wurde ermordet und bei den folgenden Ereignissen gingen die alten Familienurkunden der Carraresi verloren. In dieser Zeit sicherte sich die Familie das Wohlwollen der Bevölkerung, indem sie diese während der Überfälle der Ezzelinischen Truppen in ihren Festungen einquartierte.
Nachdem die Carraresi im 13. Jahrhundert ihre Lehnsrechte verloren hatten, waren sie gezwungen, in die Stadt zu ziehen, behielten aber einige ihrer ländlichen Anwesen, auf denen sie ihre Ferien verbrachten. Sie wurden bald zu einer der wichtigsten Familien in Padua. Zu den wichtigsten Zweigen, in die sich die Familie aufspaltete, gehörten neben demjenigen, der den Namen Carraresi beibehielt, die Grafen von Anguillara und die Papafava.

### Padua im kommunalen Zeitalter
In der kommunalen Ära wurde Padua erheblich reicher. Die Stadt mit guelfischer Tradition und einer besonders mächtigen Diözese profitierte von der Entstehung einer neuen Klasse von Handwerkern und Bankiers sowie vom daraus resultierenden florierenden Handel. Die starke Verstädterung infolge der Krisen des 13. Jahrhunderts, die vor allem mit der Periode der Ezzelini zusammenhängt, führte zu einem erheblichen Anstieg der Einwohnerzahl der Stadt. In der Folge wurden die Stadtmauern verstärkt. In den folgenden Jahren gewann die Gemeinde wieder an Stärke und wurde zu einer der bedeutendsten Italiens, auch in kultureller Hinsicht. Dies ist vor allem auf die Entwicklung der Universität von Padua zurückzuführen. Es kam jedoch zu internen Konflikten zwischen den neu hinzugekommenen Gesellschaftsschichten und dem alten Adel, der sich in die Fraktionen der guelfischen Mehrheit und der ghibellinischen Minderheit gespalten hatte und sich gegenseitig bekämpften.

### Ereignisse, die dazu führten, dass die Carraresi an die Spitze von Padua gelangte
Zu Beginn des 14. Jahrhunderts umfasste der Einfluss Paduas das umliegende Gebiet und die Kontrolle wichtiger Städte wie Vicenza, Bassano und Rovigo, ein Bündnis mit dem Patriarchat von Aquileia und der Familie Este sowie eine Zusammenarbeit mit Venedig. Ein wichtiger Wendepunkt für die Geschicke der Stadt war der Einzug des deutschen Königs Heinrich VII. von Luxemburg in Italien im Jahr 1310. Er war bestrebt, die kaiserliche Macht in Italien wiederherzustellen, die nach dem Tod Friedrichs II. von Schwaben im Jahr 1250 geschwunden war. Der Herrscher begann einen militärischen Feldzug gegen die Städte, die sich weigerten, sich ihm zu unterwerfen. Das guelfische Padua unterwarf sich Heinrich VII. zwar nicht, konnte aber Kämpfe vermeiden. Heinrich VII. bestrafte die Stadt jedoch, indem er die Besetzung Vicenzas durch den ghibellinischen Cangrande della Scala, den Herrn von Verona, bevorzugte. Dieser ließ das Wasser des Bacchiglione umleiten, um Padua zu schwächen. Padua wiederum zog es vor, einen Zusammenstoß mit Heinrich VII. zu vermeiden, der zu diesem Zeitpunkt in Rom zum Kaiser des Heiligen Römischen Reiches gewählt worden war.
Dank der Diplomatie Paduas unter der Führung von Albertino Mussato konnte die Situation wieder stabilisiert werden. Doch die anschließende Ernennung Cangrandes zum Reichsvikar von Vicenza und sein Interesse an Padua beschleunigten die Ereignisse: Im Jahr 1312 erklärte der Stadtrat von Verona Padua den Krieg. Die darauf folgenden Massaker und Verwüstungen wurden 1313 durch den Tod Heinrichs VII. unterbrochen, der in einen ähnlichen Konflikt in der Toskana verwickelt war. Der Krieg mit Verona hatte die Kämpfe zwischen den verschiedenen Fraktionen in Padua neu entfacht und die dadurch entstandene ernste Situation führte zur Einsetzung eines außerordentlichen Stadtrats. Dieser wurde von Oligarchenfamilien beherrscht, die sich durch Handel und Wucher bereichert hatten, und verfügte über größere Befugnisse als der normale Stadtrat.
Im Jahr 1314 verfügte der vom Außerordentlichen Rat der Stadt Padua eingesetzte Rat der acht Weisen die Ausweisung von zwölf mit den Carraresi verbundenen Ghibellinen. Dieses Dekret erregte die Empörung der Familie. Niccolò da Carrara und Obizzo dei Carraresi Papafava führten einen Volksaufstand an. Die Wuchererfamilien Ronchi und Alticlini, die seit Jahren Missbräuche begangen hatten und die Ausweisung der Ghibellinen veranlasst hatten, wurden vernichtet. Am nächsten Tag übertrug die Stadtversammlung die Regierung an einen neuen Rat von achtzehn Ältesten. Zudem wurde der Krieg mit Verona wieder aufgenommen. In dieser Zeit bauten die Paduaner nach einer weiteren Umleitung des Bacchiglione-Wassers durch die Einwohner von Vicenza und Verona den Brentella-Kanal, der noch heute das Wasser des Brenta in das Flussbett des Bacchiglione leitet. Bei einem Versuch, Vicenza zurückzuerobern, wurde das Heer Paduas geschlagen und in die Flucht getrieben. Unter den Gefangenen befanden sich Marsilio und Giacomo da Carrara sowie Albertino Mussato. Um den Frieden auszuhandeln, schickte Cangrande Giacomo da Carrara (auch bekannt als Jacopo) nach Padua. Er überzeugte den Stadtrat, die Bedingungen der Scaliger zu akzeptieren, wodurch sich sein Ansehen vergrößerte.
Nach dem Ende der Feindseligkeiten erholte sich die Wirtschaft von den vielen Kämpfen, doch das gegenseitige Misstrauen zwischen den mit den Guelfen verbündeten Städten und den mit den Ghibellinen verbündeten Städten führte bald zu neuen Kriegen. Ein erneuter Angriff auf Vicenza im Jahr 1318 durch von den Paduanern organisierte Truppen wurde zurückgeschlagen und die darauf folgende Reaktion der Scaliger führte zur Verwüstung zahlreicher Städte in der Bassa Padovana. Während das Heer aus Verona vor den Toren der Stadt lagerte, führte Giacomo erneut Friedensverhandlungen. Padua stimmte zu, die Kontrolle über Este, Monselice, Montagnana und Castelbaldo an die Scaliger abzutreten und den verbannten Ghibellinen die Rückkehr in die Stadt zu gestatten. So sicherte sich die Carrarese die Gunst der Ghibellinen, zu denen auch seine Verwandten Niccolò, Marsilio und Obizzo gehörten. Auf diese Ereignisse folgte eine Zeit der Gewalt seitens der zurückkehrenden Ghibellinen, die sich für das erlittene Unrecht rächten, indem sie viele Guelfen zwangen, die Stadt zu verlassen, und Giacomo da Carrara in eine schwierige Rolle als Vermittler drängten. In dem herrschenden Chaos gab der Pisaner Obizzo degli Obizzi sein Amt als Kriegskapitän (Militärdiktator) auf.

### Herren von Padua

#### Giacomo I. Herr von Pauda
Als die Situation so ernst wurde, dass der Gemeinderat sie nicht mehr bewältigen konnte, beschloss er, das Schicksal der Regierung einem der einflussreichsten Bürger anzuvertrauen. Dieser sollte die Harmonie zwischen den streitenden Fraktionen wiederherstellen. Die Wahl fiel auf den reichen Guelfen Giacomo da Carrara, der hervorragende Fähigkeiten in Wirtschaft, Politik, Militär und Diplomatie bewiesen hatte. Er war auch bei den Ghibellinen und dem Volk im Allgemeinen gut akzeptiert und hatte Anna, die Tochter des mächtigen venezianischen Dogen Pietro Gradenigo, geheiratet. Die Rede, mit der den Bürgern am 24. Juli 1318 die Wahl bekannt gegeben wurde, wurde dem berühmten Juristen Rolando da Piazzola anvertraut. Am Ende der Rede ernannte das Volk von Padua Giacomo zum „Capitano di Governo“. Der neue Herr von Padua wurde mit allen Vollmachten ausgestattet und alle bisherigen Machthaber, einschließlich des Podestà, der Heerführer und der Verantwortlichen für die Verwaltung, wurden zu seinen Untergebenen erklärt. Es blieb ihm überlassen, sie abzulösen.
Padua war die letzte der großen norditalienischen Städte, die die demokratischen Freiheiten der kommunalen Ära bewahrte. Im Gegensatz zu vielen anderen Kommunen verlor sie diese jedoch nicht durch die diktatorische Durchsetzung eines neuen Herrschers, sondern durch die Akklamation des Volkes. Giacomo I. da Carrara wurde später Reichsvikar und damit Signoria der Stadt.
Die Wahl von Giacomo konnte den Ehrgeiz von Cangrande nicht zügeln. Bald nahm er seine Angriffe wieder auf, unterstützt von der Familie Este und den kaiserlichen Truppen unter Heinrich II. von Görz. Dieser regierte Treviso im Auftrag des Herzogs von Österreich und Anwärters auf den Kaiserthron, Friedrich I. von Habsburg. Da die Stadt kurz vor der Kapitulation stand und keine Verbündeten mehr hatte, vertraute Giacomo ihre Verteidigung Heinrich II. an. Damit unterwarf er sich dem Herzog von Österreich, der Ulrich von Walsee als Reichsvikar entsandte. Dieser kam nach Padua und zwang Cangrande zum Waffenstillstand, indem er von Giacomo die Vollmachten und das Gonfanon des Volkes erhielt.
In dieser Phase unterstützten die verbannten Paduaner die Veroneser, was zu neuen Kämpfen zwischen den großen paduanischen Familien führte. Ein nächtlicher Angriff der Veroneser, die in die Stadt eingedrungen waren, wurde von dem Ghibellinen Niccolò da Carrara vereitelt. Die nächste Belagerung wurde wiederum von den Paduanern mit Hilfe der Deutschen, die mit Heinrich II. und Ulrich gekommen waren, abgewehrt. Cangrande wurde verwundet und war gezwungen, in Monselice Zuflucht zu suchen. Der Sieg verschaffte den Paduanern unter der Führung von Ulrich eine Atempause, um sich neu zu organisieren. Im Jahr 1321 kehrte Ulrich nach Deutschland zurück. Friedrich I. ersetzte ihn durch Heinrich von Kärnten und Tirol, der große Mühe hatte, die Paduaner zu unterwerfen.

#### Weitere Carraresi als Signori von Padua
Im Jahr 1324 starb Giacomo da Carrara und machte seinen Neffen Marsilio zu seinem Nachfolger. Dieser war jedoch zunächst den Habsburgern unterstellt, die mit Heinrich von Kärnten und Tirol bis 1328 die Macht ausübten.
Die Da Carrara behielten bis 1405 die Kontrolle über Padua, wobei die Scaliger von 1328 bis 1338 und die Visconti von 1388 bis 1390 die Vorherrschaft hatten. Zu den Juristen, die sie in der Stadtverwaltung einsetzten, gehörte der berühmte Raniero Arsendi, der als „Monarch der Gesetze“ bekannt war. Der Herrscher von Padua, Marsilietto Papafava da Carrara, gehörte zum Familienzweig der Papafava.
Nach der Familie wurde der Carrarese benannt, ein Silberstück im Wert von vier Soldi, das von Francesco I. (1355–1388) ausgegeben wurde. Um 1390 kämpften die Carraresi mit dem Markgrafen Alberto V. d’Este.

### Ende der Herrschaft der Carraresi
Im Jahr 1405 geriet Giacomo III., der Sohn des letzten Herren von Padua, Francesco Novello, in venezianische Gefangenschaft. Offiziellen Geschichtsbüchern zufolge zwang ihn eine Pestepidemie in Padua zur Kapitulation. Francesco Novello und sein anderer Sohn Francesco III. ergaben sich den Venezianern. Anschließend wurden die drei Carraresi in den Bleikammern erdrosselt.
Im Jahr 1435 versuchte Marsilio, der dritte und einzige überlebende Sohn von Francesco Novello, die Kontrolle über Padua zurückzugewinnen. Er wurde jedoch gefangen genommen und auf dem Markusplatz enthauptet.
Nebenzweige der Familie existieren noch heute.

## Familienmitglieder
- Gumberto I. (gest. vor 970)
- Gumberto II. (gest. vor 1027)

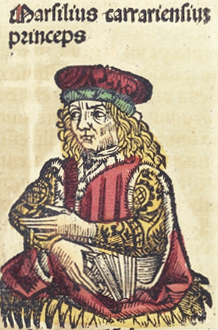
Marsilio da Carrara

- Litolfo da Carrara, gründet 1027 die Abtei von Santo Stefano in Carrara, gest. vor 1068.
- Artiuccio, Schenkung an die Abtei im Jahr 1068
- Gumberto, Schenkung an die Abtei im Jahr 1077
- Marsilio, Schenkung an die Abtei im Jahr 1109
- Marsilio (gest. vor 1210)
- Jacopino (gest. vor 1262)
- Niccolò (* 1282, † 1344)
- Jacopo I., erster Signore von Padua, vom 25. Juli 1318 bis 4. November 1319, danach behielt er die Kontrolle über die Stadt, übertrug die Herrschaft aber nominell zunächst an Heinrich II. von Görz und 1321 an Heinrich von Kärnten und Tirol; gest. 22. November 1324

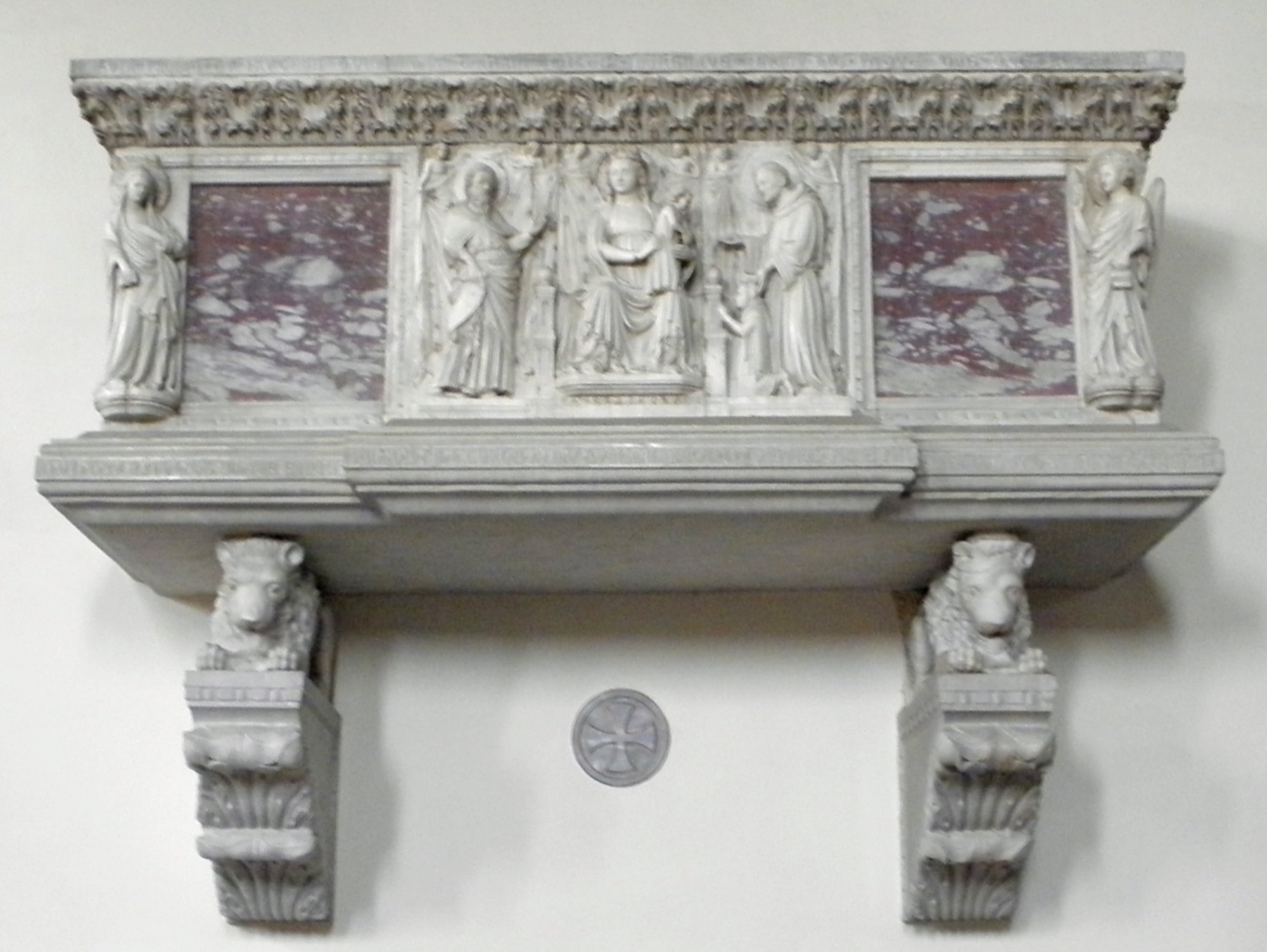
Grab des Marsilio, Innenraum der Kirche Santo Stefano primo martire, die früher zur Benediktinerabtei Santo Stefano in Carrara gehörte.

- Marsilio, war von 1324 bis 1328 Herr von Padua, obwohl die Herrschaft nominell Heinrich von Kärnten und Tirol anvertraut war. Nachdem er die Herrschaft 1328 an Cangrande I. della Scala abgetreten hatte, blieb er als Vikar der Scaliger bis 1337 an der Macht und kehrte in seinem letzten Jahr unter dem Schutz von Venedig und Florenz als Herr von Padua zurück; er starb am 21. März 1338 und wurde in der Abtei von Santo Stefano in Carrara begraben.
- Ubertino I., Herr von Padua von 1338 bis 1345; gestorben am 29. März 1345
- Marsilietto Papafava, Herr von Padua von März bis Mai 1345; gest. 6. Mai 1345
- Jacopo II., Herr von Padua von 1345 bis 1350; gest. 19. Dezember 1350
- Jacopino, Herr von Padua von 1350 bis 1355 mit Francesco I., gest. 1372 im Gefängnis
- Francesco I., Herr von Padua von 1350 bis 1388, gestorben in Gefangenschaft in Monza am 6. Oktober 1393
- Francesco Novello Herr von Padua von Juni 1388 bis Februar 1389 und von September 1390 bis November 1405, gest. in Gefangenschaft in Venedig am 19. Januar 1406 und das Ende der Herrschaft Carraresi
- Conte (gest. zwischen 1421 und 1422), ehelicher Sohn von Francesco und Herr von Ascoli
- Francesco III. (gest. 1406) (ältester Sohn von Francesco Novello)
- Jacopo (gest. 1406)
- Marsilio (gest. 1435)

## Kulturdokumente
In ihrer Heimatstadt besaßen die Carraresi eine Burg, von der heute keine Spur mehr vorhanden ist. Im Jahr 1027 gründeten sie die prächtige Abtei Santo Stefano in Carrara, von der heute nur noch die Kirche steht. Sie eroberten mehrere Städte und Dörfer im Veneto und verbündeten sich abwechselnd mit anderen regionalen Mächten, vor allem mit der Serenissima und den Scaligeri von Verona. Viele Festungen verdanken ihre Existenz den Carraresi, darunter die Burg von Valbona in Lozzo Atestino in der Provinz Padua. Andere, wie der Stadtturm von Camposampiero, die Tore der ummauerten Stadt Cittadella und weitere Bauwerke, bewahren an ihrer Außenseite Fresken mit dem Wappen der Carraresi: ein roter Streitwagen auf weißem Feld. Es war auch üblich, dass die Familie das Äußere ihrer Herrenhäuser mit diesen Farben schmückte.
In Padua gaben sie den Bau ihres eigenen Palastes, der Reggia Carrarese, in Auftrag. Von diesem sind die Loggia dei Carraresi, in der heute die Accademia Galileiana di Scienze, Lettere ed Arti untergebracht ist, sowie die Privatkapelle im Obergeschoss erhalten. Deren Ausschmückung wurde Guariento di Arpo anvertraut. Von der Dekoration sind nur noch wenige Spuren erhalten, nachdem die Akademiker Ende des 18. Jahrhunderts eine Wand abgerissen hatten, um die Aula zu vergrößern. Erhalten geblieben sind einige Tafeln mit Engelsheerscharen, die ursprünglich den Zwischenraum zwischen den Wänden und der Decke schmückten. Sie befinden sich heute im Museo Civico Eremitani in Padua. Außerdem sind einige Freskenfragmente erhalten.
Die mittelalterliche Burg von Padua, die bereits vom Tyrannen Ezzelino III. da Romano verstärkt wurde, bewahrt Artefakte und Fresken aus der Zeit der Familie Carrara. Letztere nutzte die Burg während der Signoria und ließ eine erhöhte Überführung bauen, um den Palast mit den Mauern und diese mit der eigentlichen Burg zu verbinden.
Der carraresische Kadettenzweig der Familie Papafava wurde in das venezianische Patriziat aufgenommen und existiert noch heute.

## Wappen

Antikes Wappen
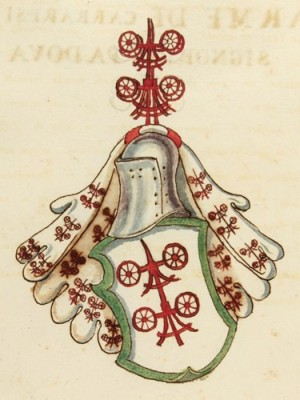
Wappen des Giacomo I.
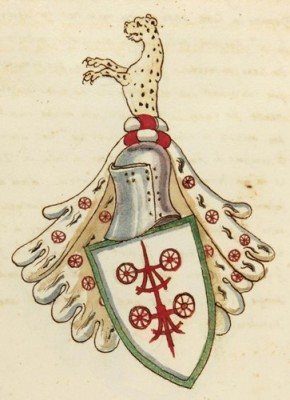
Wappen von Marsilio
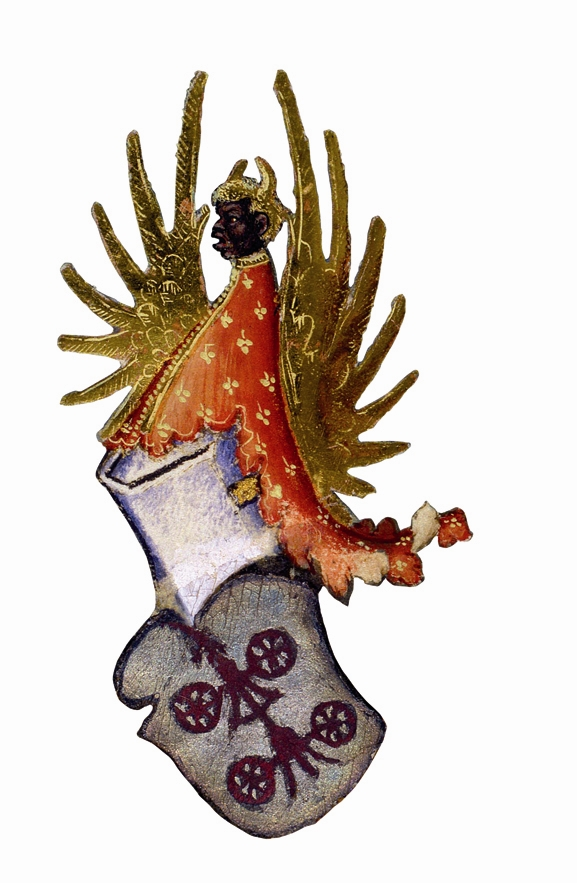
Wappen der Familie Carraresi mit dem Wappen von Franz dem Älteren, d. h. dem Sarazenen mit goldenen Hörner, goldenen Flügeln und rot-goldenem Harnisch